# Даблдей (видавництво)
Doubleday англ. «Doubleday» — американська видавнича компанія.

## Історія
Заснована у 1897 році під назвою «Doubleday & McClure Company» Френком Нельсоном Даблддеєм, який організував партнерство з видавцем журналів Семюелем Макклуром. Одним з перших бестселерів, виданих ними був «The Day's Work» Редьярда Кіплінга. У перші роки свого існування компанія публікувала твори таких авторів: Вільяма Соммерсета Моема і Джозефа Конрада . Пізніше віце-президентом компанії став Теодор Рузвельт-молодший.
У 1900 році назва компанії змінилося на «Doubleday, Page & Company», так як до числа партнерів долучився Волтер Хайнс Пейдж. У 1922 році до фірми приєднався Нельсон Дубльдей, син видавця.
У 1927 році відбулося злиття з компанією Джорджа Дорана, в результаті чого утворилася компанія «Doubleday, Doran», яка на той час була найбільшою в англомовному світі. У 1946 році компанія змінила ім'я на «Doubleday and Company». Нельсон Даблдей пішов у відставку з поста президента, але до смерті зберігав за собою пост голови правління. У 1946—1963 роках пост президента займав Дуглас Блек . У 1947 році компанія була найбільшим видавцем в США, щорічні продажі склали понад 30 млн книг.
Від 1963 до 1978 року посаду президента і головного виконавчого директора займав Джон Саржант, а його син працював партнером у видавничому відділі.
У 1986 році компанія «Doubleday» був продана концерну « Bertelsmann». У 1988 році компанія стала частиною «Bantam Doubleday Dell Publishing Group», яка в свою чергу стала підрозділом «Random House» у 1998 році.
Наприкінці 2008 на початку 2009 року «Doubleday імпринт» злилася з «Knopf Publishing Group» прийнявши назву «Knopf Doubleday Publishing Group» .

## Відомі редактори
- Дін Джайлс Макгрегор
- Стюарт «Сенді» Річардсон
- Жаклін Кеннеді (старший редактор)
- Томас Бертрам Костейн

## Імпринти
Список видавництв перебувають або перебували під егідою Doubleday:
- Anchor Books виробництво якісних книг у м'якій обкладинці. Назва якір (як і назва дельфін) походить від однієї з форм емблеми Doubleday. Нині — один з відділів видавничого дому Knopf Publishing Group's Vintage Anchor.
- Blakiston Co медичні та наукові книги. Продана у 1947 компанії McGraw-Hill.
- Blue Ribbon Books, придбана у 1939 в компанії Reynal & Hitchcock.
- Book League of America, сучасна і світова класична література, придбана у 1936.
- The Crime Club діяло більшу частину 20-го століття, публікуючи детективні романи, найбільш відомі серія про Фу Манчу автора Сакса Ромера і серія про Симона Темпларе автора Леслі Чартеріс .
- Garden City Publishing Co спочатку заснована Нельсоном Дубльдеем як окрема фірма. Книги Garden City спочатку були репринтами видання Doubleday, надрукованими з оригінальних матриць але на більш дешевому папері. Названа на честь села на Лонг-Айленд Нью-Йорка, де тривалий час (до 1986) розміщувалася штаб-квартира Doubleday. Зараз там знаходиться Bookspan, безпосередній дилер, а також спеціальні книжкові клуби, що перебувають у підпорядкуванні холдингів Doubleday Direct і Book of the Month Club.
- Image Books, Catholic Books, все ще відділ Doubleday як частина Doubleday Religious Publishing.
- Nan A. Talese / Doubleday літературний імпринт, заснований у 1990 році. Видавець імпринту і редактор Телес — старший віце-президент Doubleday.
- Permabooks, відділ книг у м'якій обкладинці, заснований у 1948 році.
- Rimington & Hooper, обмежені видання високої якості.
- Triangle Books, придбано в 1939 у Reynal & Hitchcock; продаж недорогих книг через мережу магазинів.
- Zenith Books, для афроамериканської молоді.

## Книжкові магазини
- Компанія Doubleday Bookstores була придбана компанією Barnes & Noble у 1990 році і управлялася компанією B. Dalton[4] .